# Gerard Verdijk
Gerard Verdijk  (Boxmeer, 1 september 1934 – Den Haag, 13 februari 2005) was een Nederlandse kunstenaar.

## Biografie
Verdijk begon met schilderen in de jaren vijftig. Hij volgde eerst een opleiding aan de Vrije Academie in Amsterdam en aan het Nationaal Hoger Instituut voor Schone Kunsten te Antwerpen. In 1956 volgde hij lessen aan de Académie de la Grande Chaumière in Parijs, waar hij ook werkte met Conrad Kickert.
In 1959 vormde Verdijk samen met vier andere jonge kunstenaars de groep Atol. Deze groep, die tot 1962 standhield, kan worden gezien als een reactie op de Cobrabeweging en vormde een van de pijlers van de Nieuwe Haagsche School. Later werd Verdijk ook lid van o.a de Haagse Kunstkring en de Pulchri Studio.
Erkenning voor zijn werk kreeg Verdijk door middel van diverse retrospectieve exposities, zowel bij leven als postuum. Gedurende zijn leven kreeg hij zowel de Jacob Marisprijs als de Jacob Hartogprijs toegekend.
Over de expositie in het Stedelijk Museum schreef de Volkskrant dat de essentie van het werk van Verdijk wordt weergegeven door de dialectiek van de schilderkunst en de twijfel aan de schilderkunst.
Na Verdijks overlijden schreef zijn echtgenote, Josephine Sloet, een monografie over hem. Het idee en de uitvoering van de monografie zijn gebaseerd op het boek dat Door Arbus maakte over haar beroemde moeder, fotografe Diane Arbus.

## Exposities (selectie)
- 1993/1994 - Stedelijk Museum, Amsterdam
- 1998 - Het Noordbrabants Museum, Den Bosch
- 2016 - Dordrechts Museum
- 2024/2025 - Verbeke foundation